# Luca Zardini
Luca Zardini (* 4. srpna 1972 Cortina d'Ampezzo) je bývalý italský reprezentant ve sportovním lezení, sedminásobný mistr Itálie a šestinásobný vítěz italského poháru v lezení na obtížnost.

## Výkony a ocenění
- 1992: v celkovém hodnocení světového poháru získal mezi muži první italskou medaili (stříbro v lezení na obtížnost, totéž v roce 1989 Luisa Iovane)
- 1992–2008: 14 nominací na prestižní mezinárodní závody Rock Master v italském Arcu
- 1993–2010: 7× vítěz Mistrovství Itálie
- 1994–2008: 6× vítěz Italského poháru

### Skalní lezení
- 2009: Welcome to the club, 9a, Volpera, Itálie - první přelez

### Závodní výsledky
| Arco Rock Master | Arco Rock Master | Arco Rock Master | Arco Rock Master | Arco Rock Master | Arco Rock Master | Arco Rock Master | Arco Rock Master | Arco Rock Master | Arco Rock Master | Arco Rock Master | Arco Rock Master | Arco Rock Master | Arco Rock Master | Arco Rock Master |
| Rok              | 1992             | 1993             | 1995             | 1996             | 1997             | 1998             | 1999             | 2000             | 2001             | 2004             | 2005             | 2006             | 2007             | 2008             |
| ---------------- | ---------------- | ---------------- | ---------------- | ---------------- | ---------------- | ---------------- | ---------------- | ---------------- | ---------------- | ---------------- | ---------------- | ---------------- | ---------------- | ---------------- |
| Obtížnost        | 13               | 12               | 10               | 5                | 9                | 5-10             | 8-9              | 15               | 14               | 7                | 9                | 8                | 7                | 7                |

| Mistrovství světa | Mistrovství světa | Mistrovství světa | Mistrovství světa | Mistrovství světa | Mistrovství světa | Mistrovství světa | Mistrovství světa |
| Rok               | 1991              | 1993              | 1995              | 1997              | 2003              | 2005              | 2007              |
| ----------------- | ----------------- | ----------------- | ----------------- | ----------------- | ----------------- | ----------------- | ----------------- |
| Obtížnost         | 29                | 12                | 29                | 39                | 12                | 32                | 11                |

| Světový pohár       | Světový pohár | Světový pohár | Světový pohár | Světový pohár | Světový pohár | Světový pohár | Světový pohár | Světový pohár | Světový pohár | Světový pohár | Světový pohár | Světový pohár | Světový pohár | Světový pohár | Světový pohár | Světový pohár | Světový pohár |
| Rok                 | 1991          | 1992          | 1993          | 1994          | 1995          | 1996          | 1997          | 1998          | 1999          | 2000          | 2001          | 2002          | 2003          | 2004          | 2005          | 2006          | 2007          |
| ------------------- | ------------- | ------------- | ------------- | ------------- | ------------- | ------------- | ------------- | ------------- | ------------- | ------------- | ------------- | ------------- | ------------- | ------------- | ------------- | ------------- | ------------- |
| Obtížnost           | 40            | 2             | 7             | 17            | 13            | 4             | 18            | 7             | 25            | 20            | 24            | 47            | 13            | 15            | 7             | 15            | 16            |
| jednotlivě* (0/2/3) | x             | ,             | x             | x             | x             | ,             | x             | ,             | x             | x             | x             | x             | x             | x             | x             | x             | x             |
|                     |               |               |               |               |               |               |               |               |               |               |               |               |               |               |               |               |               |
| Bouldering          | —             | —             | —             | —             | —             | —             | —             | —             | 43            | —             | —             | 22-23         | —             | —             | —             | —             | —             |
| jednotlivě*         | —             | —             | —             | —             | —             | —             | —             | —             | ,24,21,       | —             | —             | ,35,13,       | —             | —             | —             | —             | —             |
|                     |               |               |               |               |               |               |               |               |               |               |               |               |               |               |               |               |               |
| Kombinace           | —             | —             | —             | —             | —             | —             | —             | —             | 22            | —             | —             | x             | —             | —             | —             | —             | —             |

- poznámka: nalevo jsou poslední závody v roce

| Mistrovství Evropy | Mistrovství Evropy | Mistrovství Evropy | Mistrovství Evropy | Mistrovství Evropy | Mistrovství Evropy | Mistrovství Evropy | Mistrovství Evropy |
| Rok                | 1992               | 1996               | 2000               | 2002               | 2004               | 2006               | 2008               |
| ------------------ | ------------------ | ------------------ | ------------------ | ------------------ | ------------------ | ------------------ | ------------------ |
| Obtížnost          | 6                  | 5                  | 22-25              | 29-33              | 12-14              | 34                 | 18-21              |

| Zimní armádní světové hry | Zimní armádní světové hry |
| Rok                       | 2010                      |
| ------------------------- | ------------------------- |
| Obtížnost                 | 7                         |

| Mistrovství Itálie | Mistrovství Itálie | Mistrovství Itálie | Mistrovství Itálie | Mistrovství Itálie | Mistrovství Itálie | Mistrovství Itálie | Mistrovství Itálie | Mistrovství Itálie | Mistrovství Itálie | Mistrovství Itálie | Mistrovství Itálie | Mistrovství Itálie | Mistrovství Itálie | Mistrovství Itálie |
| Rok                | 1993               | 1994               | 1995               | 1996               | 1997               | 2000               | 2001               | 2003               | 2004               | 2005               | 2007               | 2008               | 2009               | 2010               |
| ------------------ | ------------------ | ------------------ | ------------------ | ------------------ | ------------------ | ------------------ | ------------------ | ------------------ | ------------------ | ------------------ | ------------------ | ------------------ | ------------------ | ------------------ |
| Obtížnost          | 1                  | 1                  | 2                  | 1                  | 3                  | 1                  | 3                  | 3                  | 3                  | 2                  | 2                  | 1                  | 1                  | 1                  |
| Rychlost           |                    |                    |                    |                    |                    | 3                  | 3                  |                    |                    |                    |                    |                    |                    |                    |

| Italský pohár | Italský pohár | Italský pohár | Italský pohár | Italský pohár | Italský pohár | Italský pohár |
| Rok           | 1994          | 2002          | 2003          | 2004          | 2007          | 2008          |
| ------------- | ------------- | ------------- | ------------- | ------------- | ------------- | ------------- |
| Obtížnost     | 1             | 1             | 1             | 1             | 1             | 1             |